# Диселенид олова
Диселенид олова — бинарное неорганическое соединение
олова и селена
с формулой SnSe2,
белые или бурые кристаллы,
не растворяется в воде.

## Получение
- Сплавление стехиометрических количеств чистых веществ:

{\displaystyle {\mathsf {Sn+2Se\ {\xrightarrow {675^{o}C}}\ SnSe_{2}}}}

## Физические свойства
Диселенид олова образует белые или бурые кристаллы 
тригональной сингонии, 
пространственная группа P 3m1, 
параметры ячейки a = 0,3811 нм, c = 0,6137 нм, Z = 1.
Не растворяется в воде.
Является полупроводником p-типа (при выращивании из пара) или n-типа (при выращивании из расплава).

## Химические свойства
- При нагревании в вакууме сублимирует с разложением:

{\displaystyle {\mathsf {SnSe_{2}\ {\xrightarrow {T}}\ SnSe+Se}}}